# Peter Gehrig
Peter Gehrig (* 27. Juni 1935 in Essen; † 16. Januar 2013 in München) war ein deutscher Dokumentarfilmer, Autor und Regisseur.

## Leben
Peter Gehrig studierte am Deutschen Institut für Film und Fernsehen (DIFF) in München, arbeitete danach mehrere Jahre als Aufnahmeleiter und Produktionsassistent in Dokumentarfilm-, Werbefilm- und Fernsehspielproduktionen. Für seinen ersten Kinokurzfilm „Zündhölzer“ erhielt er 1961 zusammen mit Uwe Krauss den Bundesfilmpreis. Seit 1963 arbeitet er als freier Dokumentarfilmer. Seither entstanden etwa 80 Dokumentarfilme, vorwiegend für deutsche Fernsehsender.
Langzeitvorhaben: ein Buch mit dem Titel „Ungemachte Filme (Unmade Films)“ über die zahlreichen nicht realisierten Filmprojekte.

## Filmografie (Auswahl aus ca. 80 Filmen)
- 1968: Die Geburt der Kinder des Olymps (60 Min.) zusammen mit Erwin Kipfmüller. Über die Entstehung des Kultfilms Les Enfants du Paradis mit Jacques Prévert, Marcel Carné, Alexandre Trauner, Joseph Kosma, Arletty, Jean-Louis Barrault, Pierre Brasseur und den Regisseuren der Nouvelle Vague Francois Truffaut, Louis Malle, Jacques Demy, Agnès Varda, Claude Lelouch u. a.
- 1968: El Waldemar (60 Min.) über den Comeback-Versuch eines deutschen Stierkämpfers in spanischen Arenen, mit Paco Camino, El Viti, José Fuentes u. a.
- 1969: Billy Wilder (45 Min.) Porträt des Hollywood-Regisseurs während der Dreharbeiten zu The Private Life of Sherlock Holmes in den Pinewood Studios in London.
- 1970: Was haben Sie mit Jefferson gemacht, Alfred? (60 Min.) Porträt Alfred Hitchcock während der Dreharbeiten zu Topaz in den Universal Studios Hollywood.
- 1971: Bernie Cornfeld – Idolfigur eines Volkskapitalismus? (45 Min.) Porträt des IOS-Gründers Bernie Cornfeld kurz vor dem Zusammenbruch des Unternehmens.
- 1972: Die vorletzten Jahre (45 Min.) über die Seniorenstadt Sun City in der Wüste von Arizona.
- 1972: Das Leben ist Schreiben (45 Min.) zusammen mit Angelika Mechtel. Über die Situation von Schriftstellern im Alter, mit Erich Kästner, Marie-Louise Kaschnitz, Ernst Kreuder u. a.
- 1973: Grosse Fische kleine Fische (45 Min.) über die Arbeit eines Klatschreporters (Wolfgang Frank) an der Côte d’Azur. Mit Greta Garbo, Romy Schneider, Deborrah Kerr, Charles Aznavour u. a.
- 1974: Ist Wunder das richtige Wort? (45 Min.) über den Fall der stigmatisierten Therese von Konnersreuth.
- 1975: Ich weiss ein Haus am Wasser (45 Min.) Erinnerungen an Hans Fallada über seine Jahre in Carwitz/Mecklenburg, gedreht vor Ort mit Beistellungen der DEFA.
- 1976: Das Reich des Karl Schappeller (45 Min.) über den Fall des österreichischen Erfinder-Scharlatans Karl Schappeller und seine „Urkraft“.
- 1977: Wer um meinetwillen sein Vaterhaus verlässt (45 Min.) über eine Gruppe von hundert Pforzheimer Jugendlichen, die ihrem Seelenführer Wilhelm Cordier in den Süden Argentiniens folgte.
- 1978: Django Reinhardt (45 Min.) zusammen mit Erwin Kipfmüller. Porträt des Jazzgitarristen Django Reinhardt, mit Stéphane Grappelli, Eddie Barclay, Daniel Gélin u. a.
- 1978: Billy the Kid – ein passendes Leben (45 Min.) über die authentischen Hintergründe der Western-Legende, gedreht an den Originalschauplätzen in New Mexico, mit Jarvis Garrett, dem jüngsten Sohn des Sheriffs Pat Garrett.
- 1979: Saitenstrassen (45 Min.) über die Sommerreise deutsch-französischer Zigeunerfamilien durch das Elsass.
- 1980: Der Platzanweiser (90 Min.) Spieldoku über einen fiktiven verschollenen Filmemacher mit Hanna Axmann-Rezzori, Marthe Keller, Peter Lilienthal, Hans Jürgen Syberberg, Uli Schamoni, Herbert Achternbusch u. a.
- 1981: Fischermanns Doktor (45 Min.) über die Arbeit eines Arztes auf Fangfabrikschiffen vor Islands und Grönlands Küsten.
- 1982: Verführung inbegriffen (45 Min.) nach Musik von Astor Piazzolla über eine Kaffeewerbefahrt für Senioren.
- 1983: Woran hängt des Deutschen Herz? (60 Min.) Spieldokumentation über die Entstehung und Auswertung einer TV-Umfrage.
- 1984: Die große Vernissage (90 Min.) zusammen mit Bibiena Houwer und Manfred Hausenberger. Naiv-hinterhältige Fragen zu moderner Kunst an Künstler und Kunstvermarkter.
- 1985: Die März Akte (81 Min.) Porträt des (68er) März Verlags und seines Gründers Jörg Schröder.
- 1986: Schöne neue Welt in Klarsichtfolie (45 Min.) Realsatirischer Bericht über die „Interpack“, die internationale Verpackungsmesse in Düsseldorf.
- 1987: Die Suche nach dem Bernsteinzimmer (90 Min.) Vermutungen über den Verbleib des verschollenen Kunstschatzes.
- 1987: Der ganze Kosmos (90 Min.) Ein Sommer mit dem Universalkünstler Peter Kubelka.
- 1987: Golo Mann (45 Min.) Porträt des Historikers Golo Mann, gedreht in seinem Vaterhaus in Kilchberg bei Zürich.
- 1988: Kippfigur (75 Min.) Porträt Robert Gernhardt.
- 1989/90: Das Corleone Projekt (75 Min.) über den Mythos „Mafia“ in Film, Fernsehen und Literatur, gedreht in Corleone/Sizilien.
- 1993: Dean Reed – Glamour und Protest (85 Min.) über Leben und Sterben des amerikanischen Show-Stars Dean Reed in der DDR.

## Preise und Auszeichnungen
- 1961 Bundesfilmpreis, Filmband in Silber, für die Regie des Kinokurzfilms „Zündhölzer“ (unter dem Pseudonym Peter Schütz)
- 1986 Adolf-Grimme-Preis mit Silber für die Fernsehdokumentation Die März Akte (zusammen mit Axel von Hahn)